# (37234) 2000 WY154
2000 WY154 (asteroide 37234) é um asteroide da cintura principal. Possui uma excentricidade de 0.14786530 e uma inclinação de 5.82761º.
Este asteroide foi descoberto no dia 30 de novembro de 2000 por LINEAR em Socorro.